# Летучие паруса

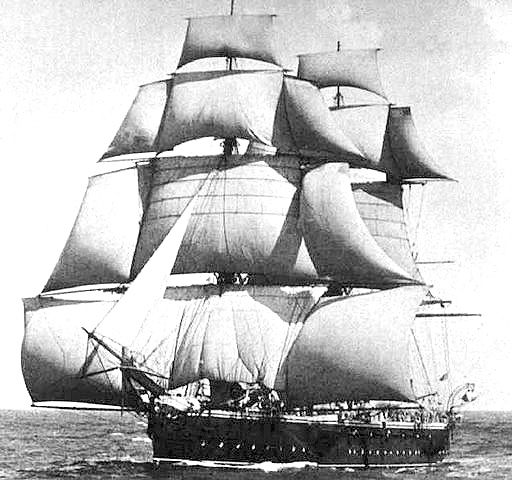
Британский корвет HMS Calypso с поднятыми лиселями

Летучие паруса (англ. Flying sail) — дополнительные паруса, не составляющие постоянной парусности судов, ставятся в помощь основным парусам при слабом ветре. Могут быть прямыми и косыми.
Прямые летучие паруса это в основном лисели, бом-брамсели и трюмсели. Бом-брамсели ставятся над брамселями, трюмсели над бом-брамселями. Реи этих парусов не имеют бейфутов, которые могли бы придерживать их у мачт и не вооружены топенантами и брасами.
Лисели ставятся справа и слева от основных парусов. Используются при попутном ветре. На бизань-мачтах лисели не ставятся, чтобы не создавать ветровой тени гротовым парусам. Лисели ставятся на особых рангоутных деревах — лисель-спиртах, удлиняющих соответствующие реи.
Верхние косые паруса, расположенные между мачтами, не составляющие постоянной парусности судна, являются летучими. У них нет лееров и штагов, их поднимают фалом прямо с палубы.